# Narcissus munozii-garmendiae
El Narcissus muñozii-garmendiae o Narcissus munozii-garmendiae es una especie botánica perteneciente a la familia Amaryllidaceae, es un endemismo de las sierras de la provincia de Ciudad Real, España.

## Hábitat
Es una planta de suelos profundos y húmicos de bonales, robledos, y alisedas, siempre en ambientes frescos y sombríos. Endémica de la provincia de Ciudad Real. Florece entre enero y marzo. Es una especie protegida en Castilla-La Mancha y aparece listada en el CREA (Catálogo Regional de Especies Amenazadas) en la categoría <<Vulnerable>>.
Se encuentra en la Sierra de Navacerrada de Ciudad Real (Garganta de los Robles), la Sierra Morena (Sierra Madrona, Sierras de la Garganta, del Cotillo, del Nacedero y Rebollera).

## Componentes químicos
Se ha encontrado en las plantas de Narcissus munozii-garmendiae, los alcaloides homolicorina, licorenina y O-methillicorenina.  

## Observaciones

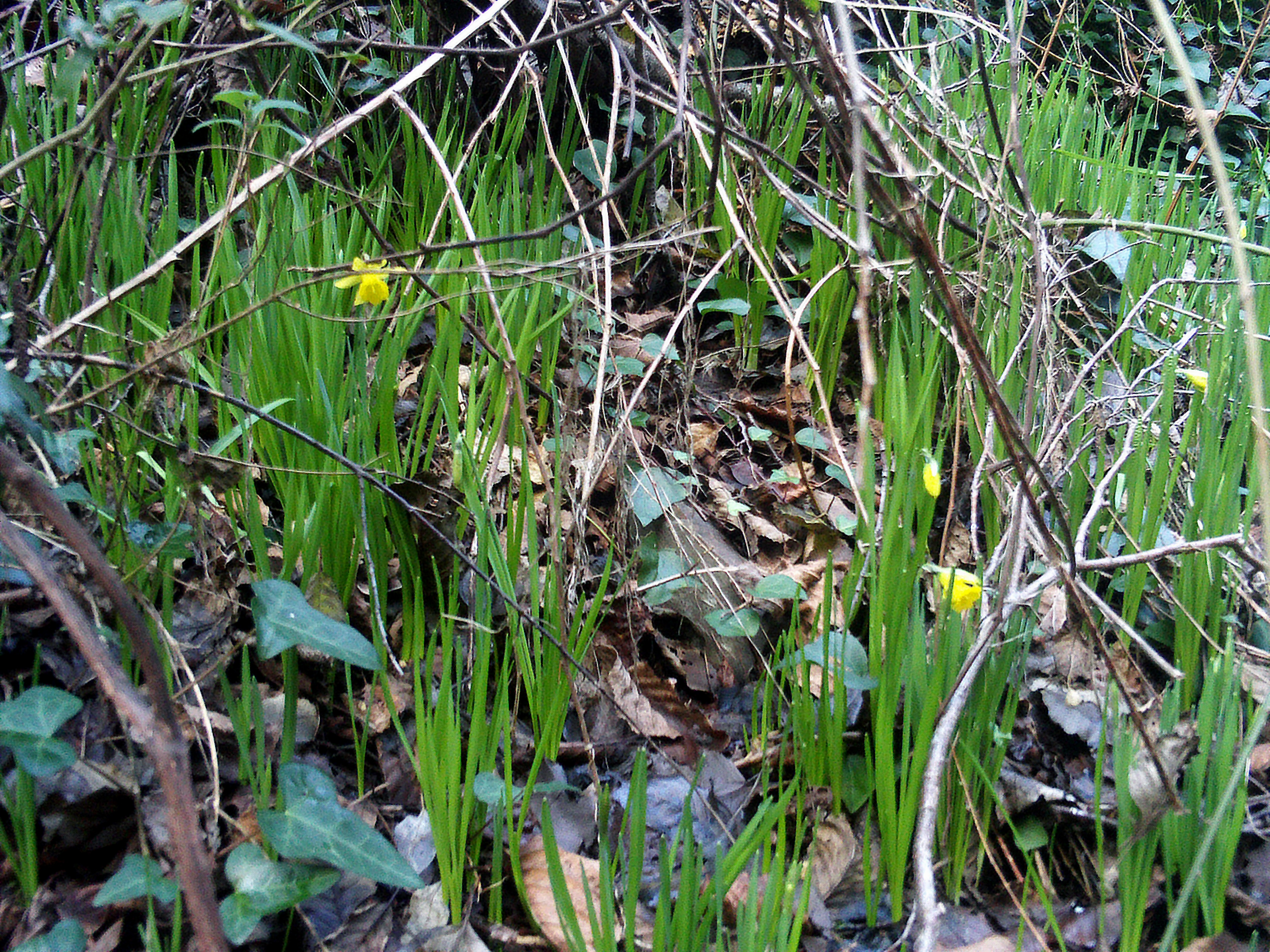
Hábitat del Narcissus muñozii-garmendiae en la garganta de San Lorenzo de Sierra Madrona.

El doctor Fernández Casas  asegura que el N. munozii-garmendiae pertenece junto con el N. jacetanus, al grupo del N. asturiensis, especies que se pueden caracterizar por su  corto pedicelo,  largo pseudoestrofiolo de las semillas y por el estrechamiento de la corona. Estas características, junto con el color de las hojas, pueden servir para separar este narciso del N. hispanicus, especie ibero atlántica que se extiende por Galicia y Portugal.

## Taxonomía
Narcissus abscissus fue descrita por Fern. Casas y publicado en Fontqueria 4: 27. 1983.
Etimología
Narcissus nombre genérico que hace referencia  del joven narcisista de la mitología griega Νάρκισσος (Narkissos) hijo del dios río Cephissus y de la ninfa Leiriope; que se distinguía por su belleza. 
El nombre deriva de la palabra griega: ναρκὰο, narkào (= narcótico) y se refiere al olor penetrante y embriagante de las flores de algunas especies (algunos sostienen que la palabra deriva de la palabra persa نرگس y que se pronuncia Nargis, que indica que esta planta es embriagadora). 
munozii-garmendiae: epíteto otorgado en honor del botánico español José Félix Muñoz Garmendia.
Sinonimia
- Narcissus pseudonarcissus subsp. munozii-garmendiae ( Fern.Casas ) Fern.Casas basónimo[3]

## Literatura
- John W. Blanchard: Narcissus. A Guide to Wild Daffodils. Alpine Garden Society, Woking 1990
- Dumont's Gartenhandbuch: Blumenzwiebeln und Knollen. Dumont Buchverlag, Köln 1998, ISBN 3-7701-4336-1
- Walter Erhardt: Narzissen - Osterglocken, Jonquillen, Tazetten. Ulmer Verlag, Stuttgart 1993, ISBN 3-8001-6489-2